# Resolució 2112 del Consell de Seguretat de les Nacions Unides
La Resolució 2112 del Consell de Seguretat de les Nacions Unides fou adoptada per unanimitat el 30 de juliol de 2013. El Consell va ampliar el mandat de l'Operació de les Nacions Unides a Costa d'Ivori (UNOCI) i les tropes franceses de suport durant onze mesos, fins al 30 de juny de 2014, i va aprovar reduir el component militar de la força de pau a un màxim de 7.137 efectius (6.945 soldats i 192 observadors militars). El component de la policia va romandre en 1.555 empleats.
El Consell va recordar que el mandat de la UNOCI consisteix en protegir la població i ajudar el govern en el desarmament i la reintegració dels combatents i la reforma del sector de la seguretat, controlar l'embargament d'armes i els drets humans, amb especial atenció a nens i dones. La UNOCI també va haver de centrar-se en les àrees més arriscades per protegir la població i estabilitzar la situació de seguretat. La intenció del Consell de cara al futur era reduir encara més la força de pau perquè el govern ivorià pogués assumir el seu paper gradualment.